# Życiowe rozterki
Życiowe rozterki (ang. The Good Girl) – amerykański film tragikomiczny z 2002 roku.

## Opis fabuły
Justine Last (Aniston) jest znudzoną 30-letnią mężatką żyjącą w małym miasteczku w Teksasie i pracującą w miejscowym supermarkecie "Retail Rodeo". Mąż Justine, Phil (Reilly) jest malarzem elewacji, spędza cały swój wolny czas ze swoim kumplem Bubbą (Nelson) siedząc przed telewizorem, paląc trawkę i popijając piwo. Justine bardzo pragnie zajść w ciążę w nadziei, że życie jej nabierze sensu. Pewnego dnia w supermarkecie rozpoczyna pracę młody Holden Worther (Gyllenhaal). Holden jest spokojnym chłopakiem, który każdą wolną chwilę spędza czytając Buszującego w zbożu całkowicie identyfikując się z bohaterem powieści. Justine i Holden nawiązują przyjaźń, spędzają ze sobą przerwy, aż w końcu rozpoczynają namiętny romans spotykając się regularnie w miejscowym motelu. Justine czuje się jak nowo narodzona, aż do momentu, gdy odkrywa przed motelem samochód Bubby. Obawiając się, że Bubba opowie o jej romansie Philowi Justine postanawia rozmówić się z Bubbą. Bubba obiecuje zachować tajemnicę, pod warunkiem, że Justine zgodzi się na seks z nim i Justine zgadza się na umowę. Scenę obserwuje przez okno Holden, który zaczyna szaleć z zazdrości. Sytuacja komplikuje się jeszcze bardziej, gdy Justine dowiaduje się, że jest w ciąży. Phil cieszy się, że wreszcie zostanie ojcem, ale Holden upiera się, że dziecko jest jego i Justine musi w duszy przyznać Holdenowi rację. W międzyczasie Phil otrzymuje wyniki badań, które potwierdzają jego bezpłodność i chociaż Justine udaje się chwilowo przekonać Phila, że to na pewno pomyłka, prawda wychodzi na jaw, gdy Philowi przypadkowo wpada w ręce rozliczenie karty kredytowej, którą Justine płaciła za wynajmowanie pokoju w motelu. Holden, podekscytowany myślą o przyszłości z Justine i wspólnym dzieckiem kradnie z sejfu "Retail Rodeo" 15 tysięcy dolarów i namawia Justine do ucieczki. Justine decyduje się jednak na pozostanie z mężem i zdradza policji miejsce ukrycia Holdena, który widząc rozwój sytuacji popełnia samobójstwo. Phil i Justine godzą się i zostają rodzicami uroczej córeczki.

## Obsada
- Jennifer Aniston jako Justine Last
- Jake Gyllenhaal jako Thomas "Holden" Worther
- John C. Reilly jako Phil Last
- John Carroll Lynch jako Jack Field, menadżer supermarketu
- Tim Blake Nelson jako Bubba, przyjaciel Phila
- Zooey Deschanel jako Cheryl, koleżanka Justine
- Mike White as Corny